# Armaan Ebrahim

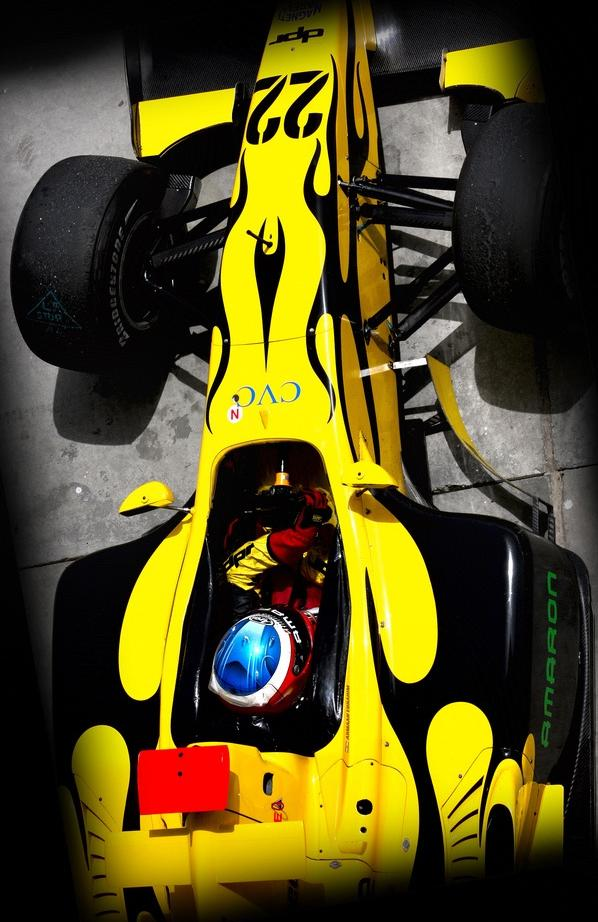
Armaan Ebrahim i GP2 Asia Series 2008.

Armaan Ebrahim (tamil: அர்மான் ஏப்ரஹிம்), född 17 maj 1989 i Chennai, är en indisk racerförare. Han är son till den tidigare Formel 3-mästaren Akabar Ebrahim.

## Racingkarriär
| År                                               | Klass/Mästerskap                     | Team                     | Bil                       | Totalt/poäng   | Bästa placering               |
| ------------------------------------------------ | ------------------------------------ | ------------------------ | ------------------------- | -------------- | ----------------------------- |
| 2005                                             | Formula BMW Asia                     | Team E-Rain              | Mygale FB02 (BMW K1200RS) | 5:a/129p       | 1:a i ? (Race ?)              |
| 2005                                             | Formula BMW World Final              | Team E-Rain              | Mygale FB02 (BMW K1200RS) | 23:a           | 23:a                          |
| 2005/2006                                        | A1 Grand Prix                        | A1 Team India            | Lola B05/52 (Zytek)       | -/0p           | 11:a på Sepang (Race 1)       |
| 2006                                             | Formula Renault 2.0 UK               | Position 1 Racing        | ?                         | 24:a/54p       | 12:a på Brands Hatch (Race 2) |
| 2006/2007                                        | A1 Grand Prix                        | A1 Team India            | Lola B05/52 (Zytek)       | 16:e/13p       | 11:a i Shanghai (Race 2)      |
| 2007                                             | Formula Renault V6 Asia Championship | Team TARADTM             | ?                         | 2:a/116p       | Fem segrar                    |
| 2008                                             | GP2 Asia Series                      | David Prince Racing      | ?                         | -/0p           | 9:a i Sentul (Race 2)         |
| 2008                                             | Formula V6 Asia                      | Black Tara               | Renault FRV6              | 7:a/59p        | Två segrar                    |
| 2009                                             | FIA Formula Two Championship         | JK Racing (huvudsponsor) | Williams JPH1 F2 (Audi)   | 17:e/7p        | Två sjätteplatser             |
| 2009                                             | ATS Formel 3 Cup                     | Van Amersfoort Racing    | Dallara F307 (Volkswagen) | -/0p           | 10:a på Oschersleben (Race 1) |
| 2010                                             | FIA Formula Two Championship         | JK Racing (huvudsponsor) | Williams JPH1B F2 (Audi)  | 10:a/78p       | 3:a på Ricardo Tormo (Race 1) |
| 2011                                             | FIA Formula Two Championship         | JK Racing (huvudsponsor) | Williams JPH1B F2 (Audi)  | säsongen pågår | säsongen pågår                |
| Senast uppdaterad: 2011-05-05 (4969 dagar sedan) |                                      |                          |                           |                |                               |